# Itara nigra
Itara nigra är en insektsart som beskrevs av Andrej Vasiljevitj Gorochov 1997. Itara nigra ingår i släktet Itara och familjen syrsor. Inga underarter finns listade i Catalogue of Life.